# Cyathea cystolepis
Cyathea cystolepis är en ormbunkeart som beskrevs av Sod. Cyathea cystolepis ingår i släktet Cyathea och familjen Cyatheaceae.

## Underarter
Arten delas in i följande underarter:
- C. c. boreopallescens
- C. c. leonis